# Lista de programas exibidos pelo Cartoon Network (Brasil)
A lista a seguir se refere somente aos programas transmitidos pelo canal de animação Cartoon Network, e somente para o Brasil. Alguns dos programas estão licenciados somente para o Cartoon Network, mantendo assim os direitos de exibição em alguns canais abertos.

## Programação atual

### Programas originais do Cartoon Network
| Título            | Data de lançamento   | Temporada atual |
| ----------------- | -------------------- | --------------- |
| Ursinhos em Curso | 2 de janeiro de 2022 | 2               |

### Programas originais do Cartoon Network (Reino Unido)
| Título                                        | Data de lançamento    | Temporada atual |
| --------------------------------------------- | --------------------- | --------------- |
| O Incrível Mundo de Gumball                   | 4 de setembro de 2011 | 6               |
| A Jornada Heróica do Valente Príncipe Ivandoé | 1 de dezembro de 2023 | 1               |

### Programas originais do Cartoon Network (Brasil)
| Título         | Data de lançamento     | Temporada atual |
| -------------- | ---------------------- | --------------- |
| Irmão do Jorel | 22 de setembro de 2014 | 5               |

### Programas originais do Cartoon Network (Max)
| Título                             | Temporada atual |
| ---------------------------------- | --------------- |
| Hora de Aventura com Fionna e Cake | 1               |

### Séries brasileiras
| Título                | Data de lançamento    | Temporada atual |
| --------------------- | --------------------- | --------------- |
| Turma da Mônica       | 27 de junho de 2004   | 18              |
| Oswaldo               | 11 de outubro de 2017 | 4               |
| Turma da Mônica Jovem | 7 de novembro de 2019 | 1               |

### Programas originais daWarner Bros. Animation
| Título                          | Data de lançamento     | Temporada atual |
| ------------------------------- | ---------------------- | --------------- |
| Os Jovens Titãs em Ação!        | 2 de setembro de 2013  | 8               |
| Looney Tunes Cartoons           | 5 de julho de 2021     | 6               |
| Jellystone                      | 10 de dezembro de 2021 | 3               |
| Tom e Jerry em Nova Iorque      | 6 de janeiro de 2022   | 2               |
| Animaniacs                      | 8 de maio de 2023      | 3               |
| Minhas Aventuras com o Superman | 7 de julho de 2023     | 1               |
| Tiny Toons: Looniversidade      | 20 de outubro de 2023  | 2               |

### Programas adquiridos
| Título                     | Data de lançamento  | Temporada atual |
| -------------------------- | ------------------- | --------------- |
| Drama Total Kids           | 4 de abril de 2019  | 3               |
| Ilha dos Desafios (Reboot) | 7 de agosto de 2023 | 1               |

### Animes
| Título                | Data de lançamento | Temporada atual |
| --------------------- | ------------------ | --------------- |
| Bakugan Battle Planet | 6 de abril de 2019 | 2               |

### Curtas
| Título                        | Data de lançamento    |
| ----------------------------- | --------------------- |
| Outra Semana no Cartoon       | 4 de maio de 2015     |
| Toontubers                    | 23 de julho de 2016   |
| O (Sur)real Mundo de Any Malu | 16 de março de 2019   |
| Ninjin                        | 4 de setembro de 2019 |
| Any Malu Show                 | 4 de maio de 2020     |
| A Turma do Cueio              | 4 de abril de 2022    |
| Desnecessauro                 | 25 de abril de 2022   |

### Blocos da Cartoon Network
| Título          | Data de lançamento    |
| --------------- | --------------------- |
| Hora Cartoonito | 4 de dezembro de 2021 |

## Programação antiga

### Programas originais do Cartoon Network
Nota: Alguns desenhos clássicos são atualmente transmitidos pelo canal Tooncast e no bloco "Checkered Past" do canal Adult Swim, e disponíveis na plataforma de streaming da Max.
| Título                                  | Data de produção      | Data de lançamento    | País de origem                        |
| --------------------------------------- | --------------------- | --------------------- | ------------------------------------- |
| Desenhos Incríveis - O Show             | 1995–1996             | 1995–1997             | Estados Unidos                        |
| O Laboratório de Dexter                 | 1996–2003             | 1996–2003             | Estados Unidos                        |
| A Vaca e o Frango                       | 1997–1999             | 1997–1999             | Estados Unidos                        |
| Eu Sou o Máximo                         | 1997–2000             | 1997–2000             | Estados Unidos                        |
| Johnny Bravo                            | 1997–2004             | 1997–2004             | Estados Unidos                        |
| As Meninas Superpoderosas (1998)        | 1998–2004; 2008; 2013 | 1998–2005; 2009; 2014 | Estados Unidos                        |
| Du, Dudu e Edu                          | 1999–2009             | 1999–2009             | Estados Unidos · Canadá               |
| Mike, Lu & Og                           | 1999–2000             | 1999–2001             | Estados Unidos                        |
| Coragem, o Cão Covarde                  | 1999–2002             | 1999–2002             | Estados Unidos                        |
| Sheep na Cidade Grande                  | 2000–2001             | 2000–2002             | Estados Unidos                        |
| Esquadrão do Tempo                      | 2001–2002             | 2001–2003             | Estados Unidos                        |
| As Terríveis Aventuras de Billy e Mandy | 2001–2008             | 2001–2008             | Estados Unidos                        |
| Mal Encarnado                           | 2001–2004             | 2001–2004             | Estados Unidos                        |
| Samurai Jack                            | 2001–2004             | 2001–2004             | Estados Unidos                        |
| Jonas, o Robô                           | 2001–2003             | 2002–2003             | Estados Unidos                        |
| KND: A Turma do Bairro                  | 2002–2007             | 2002–2008             | Estados Unidos                        |
| Megas XLR                               | 2004                  | 2004–2005             | Estados Unidos                        |
| A Mansão Foster para Amigos Imaginários | 2004–2008             | 2004–2009             | Estados Unidos                        |
| Hi Hi Puffy AmiYumi                     | 2004–2006             | 2004–2006             | Estados Unidos                        |
| A Vida e Aventuras de Juniper Lee       | 2005–2006             | 2005–2007             | Estados Unidos                        |
| O Acampamento de Lazlo                  | 2005–2007             | 2005–2008             | Estados Unidos                        |
| Robotboy                                | 2005–2007             | 2005–2008             | Estados Unidos · França · Reino Unido |
| Meu Amigo da Escola é um Macaco         | 2005–2008             | 2005–2008             | Estados Unidos                        |
| Ben 10 (2005)                           | 2005–2007             | 2005–2008             | Estados Unidos                        |
| Andy e seu Esquilo                      | 2006–2007             | 2006–2007             | Estados Unidos                        |
| As Meninas Superpoderosas Geração Z     | 2006–2007             | 2006–2007             | Japão                                 |
| Chowder                                 | 2007–2010             | 2007–2010             | Estados Unidos                        |
| Ben 10: Força Alenígena                 | 2008–2009             | 2008–2010             | Estados Unidos                        |
| As Trapalhadas de Flapjack              | 2008–2010             | 2008–2010             | Estados Unidos                        |
| Os Sábados Secretos                     | 2008–2009             | 2008–2010             | Estados Unidos                        |
| Hora de Aventura                        | 2010–2017; 2020–2021  | 2010–2018; 2020–2021  | Estados Unidos                        |
| Ben 10: Supremacia Alienígena           | 2010–2011             | 2010–2012             | Estados Unidos                        |
| Mutante Rex                             | 2010–2012             | 2010–2013             | Estados Unidos                        |
| Apenas um Show                          | 2010–2017             | 2010–2017             | Estados Unidos                        |
| Titã Simbiônico                         | 2010                  | 2010–2011             | Estados Unidos                        |
| Ben 10: Omniverse                       | 2012–2014             | 2012–2014             | Estados Unidos                        |
| Titio Avô                               | 2013–2017             | 2013–2017             | Estados Unidos                        |
| Steven Universo                         | 2013–2020             | 2013–2020             | Estados Unidos                        |
| Clarêncio, o Otimista                   | 2014–2017             | 2014–2018             | Estados Unidos                        |
| Ursos sem Curso                         | 2015–2020             | 2015–2020             | Estados Unidos                        |
| As Meninas Superpoderosas (2016)        | 2016–2019             | 2016–2019             | Estados Unidos                        |
| Poderosas Magiespadas                   | 2016–2018             | 2016–2019             | Estados Unidos                        |
| Ben 10 (2016)                           | 2016–2020             | 2017–2021             | Estados Unidos                        |
| OK K.O.! Vamos ser Heróis               | 2017–2019             | 2017–2019             | Estados Unidos                        |
| Maçã e Cebola                           | 2017–2021             | 2018–2021             | Estados Unidos                        |
| O Mundo de Greg                         | 2018–2024             | 2018–2025             | Estados Unidos                        |
| Acampamento de Verão                    | 2018–2021             | 2018–2023             | Estados Unidos                        |
| Victor e Valentino                      | 2019–2022             | 2019–2022             | Estados Unidos                        |
| Mao Mao: Heróis de Coração Puro         | 2019–2020             | 2019–2020             | Estados Unidos                        |
| Trem Infinito                           | 2019–2020             | 2019–2021             | Estados Unidos                        |
| Praia Monstro                           | 2019–2020             | 2020                  | Austrália                             |
| Elliott, o Terráqueo                    | 2020                  | 2021                  | Reino Unido                           |
| Vilanesco                               | 2021                  | 2021                  | México                                |
| 0 Pequeno Grande Mundo de Jéssica       | 2023                  | 2023–2024             | Estados Unidos                        |
| Rey Mysterio vs. A Escuridão            | 2023                  | 2023–2024             | México                                |

### Programas originais do Cartoon Network (Max)
| Título                     | Data de produção | Data de lançamento | Temporadas | País de origem |
| -------------------------- | ---------------- | ------------------ | ---------- | -------------- |
| Tigue e Lupa: Os Detetives | 2019–2022        | 2020–2022          | 4          | Estados Unidos |
| Os Fungos!                 | 2019–2021        | 2020–2021          | 3          | Estados Unidos |

### Minisséries originais do Cartoon Network
| Título                   | Data de lançamento | País de origem |
| ------------------------ | ------------------ | -------------- |
| O Segredo Além do Jardim | 2014               | Estados Unidos |
| Vida Longa à Realeza     | 2015               | Estados Unidos |

### Blocos
| Título                     | Ano                  |
| -------------------------- | -------------------- |
| Turma da Manhã             | 1992-1995            |
| Super Aventuras            | 1992-1998            |
| De Volta a Bedrock         | 1992-2000            |
| Pedação                    | 1993–1999            |
| Turner Family Showcase     | 1993–1995            |
| Pernalonga e Patolino      | 1994–2009            |
| Mistérios da Manhã         | 1995-1997            |
| Teatro Animado do Mr. Spim | 1995–1999            |
| Mundo Pequenino            | 1995–2004            |
| Hora Acme                  | 1995–2012            |
| Big Bag                    | 1997–1999            |
| Biografia Toon             | 1999–2004            |
| Cartoon Cartoons           | 1999–2008            |
| Teatro Cartoon             | 1999–2009            |
| Talismã                    | 2000–2001            |
| Votatoon                   | 2000–2016 2020       |
| Copa Toon                  | 2001–2015; 2018      |
| Clube Boomerang            | 2001–2006; 2014-2021 |
| Toonami                    | 2002–2007 2020-2022  |
| Horário Nobre              | 2003–2004            |
| Adult Swim                 | 2005–2008            |
| Cartoon Z@um               | 2008–2021            |
| Cine Cartoon               | 2009–presente        |
| Mini Maratona              | 2009–2010            |
| Top Top Toons              | 2010–2012            |
| Tooncast All Stars         | 2010–2014            |
| Heróis                     | 2010-2022            |
| Cartoon Off-Air            | 2018-2022            |

### Programação adquirida
- A CQ: Confusões ao Quadrado[12]
- Ace Ventura
- Adult Swim[12]
  - Aqua Teen: O Esquadrão Força Total [12]
  - Baby Blues: Uma Família Animada[12]
  - Bob e Margaret[12]
  - Bro'Town[12]
  - Colégio Bromwell[12]
  - Curtas Adult Swim[12]
  - Filmes Caseiros[12]
  - Frango Robô[12]
  - Ga-Ra-Ku-Ta: Mr. Stain on Junk Alley[12]
  - Odd Job Jack[12]
  - Laboratório Submarino 2021[12]
  - Lulas Caipiras[12]
  - Mission Hill[12]
  - Os Irmãos Ventura[12]
  - Os Oblongs[12]
  - Os Universitários[12]
  - Projeto Clonagem[12]
  - Quads![12]
  - Stroker e Hoop[12]
  - Tropeçando no Espaço[12]
- Animaction[12]
- Animatrix[12]
- The Archies[12]
- Astro Boy[12]
- A Família Addams[12]
- A Formiga Atômica[12]
- A Nova Turma do Zé Colméia[12]
- A Pantera Cor-de-Rosa[12]
- A Tela Mágica de Zeke
- A Turma do Zé Colméia[12]
- As Aventuras de Dom Coyote e Sancho Panda[12]
- As Aventuras de Eliot
- As Aventuras de Tintim[12]
- As Aventuras de Jackie Chan[12]
- As Aventuras de Marco e Gina[12]
- As Aventuras de Rocky e Bullwinkle[12]
- As Aventuras de Tom e Jerry[12]
- As Incríveis Aventuras do Jonny Quest
- As Novas Aventuras do Gato Félix[12]
- As Novas Aventuras de Zorro
- As Super Gatinhas[12]
- As Trigêmeas
- Cartoon Network Toys
- Baby Looney Tunes
- Bam-Bam e Pedrita
- Bakugan: Guerreiros da Batalha[12]
- Bakugan: Nova Vestróia[12]
- Bakugan: Os Invasores Gandelianos[12]
- Bakugan: O Ímpeto de Mechtanium [12]
- Batman[12]
- Batman: Bravos e Destemidos[12]
- Batman do Futuro[12]
- Beast Wars[12]
- Beetlejuice
- Bibo Pai e Bobi Filho
- Butch Cassidy
- Barbie Dreamwouse Adventures
- Cartoon A-Doodle-Doo[12]
- Cartoon Cartoons[12]
- Cartoon Cartoons Sextas[12]
- Capitão Planeta
- Capitão Símio e os Macacos Espaciais
- Capitão Tsubasa (2018)[12]
- Chapolin Colorado [12]
- Chaves[12]
- Cinemania[12]
- CineToon[12]
- Cocota e Motoca[12]
- Corneil e Bernie[12]
- Corrector Yui[12]
- Corrida Maluca [12]
- Cowboy Bebop [12]
- Curtas[12]
- Cyberchase[12]
- Cyborg 009[12]
- Dalila e Júlio[12]
- Delta State[12]
- Di-Gata Defenders[12]
- Digimon Fusion[13]
- Dinamite, o Bionicão
- Dink, o Pequeno Dinossauro
- Dinossauros Radicais[12]
- Dois Cachorros Bobos[12]
- Dom Pixote[12]
- Dragões Alados
- Dragon Ball[12]
- Dragon Ball GT[12]
- Dragon Ball Super[12]
- Dragon Ball Z[12]
- Dragon Ball Z Kai[12]
- Drama Total, Turnê Mundial[12]
- Drama Total: Vingança da Ilha[12]
- Drama Total: Só Estrelas[12]
- Drama Total: A Nova Ilha[12]
- Droopy[12]
- Dr. Calça Dimensional[14]
- Duel Masters[12]
- Duelo Xiaolin[12]
- Ed Grimley[12]
- Edgar e Ellen[12]
- Efeito Cinderella[12]
- Esquilo Sem Grilo[12]
- Esquilo Intranquilo
- Espécies em Perigo[15]
- Experimentos Extraordinários[16]
- Fantasminha Legal
- Frangos Kung Fu
- Freakazoid![12]
- 'Freaky Stories'[12]
- Fred Coquinho e a Ilha das Frutas[12]
- Futebol Animal[12]
- Futebol de Rua[12]
- Galtar e a Lança Dourada[12]
- Garfield e Seus Amigos[12]
- Gasparzinho, o Fantasminha Camarada[12]
- Gatchaman[12]
- George, o Rei da Floresta
- Gisele e a Equipe Verde [12]
- Godzilla: A série[12]
- Goldie Gold
- Grojband[12]
- Gundam Wing[12]
- Guerreiros da Sombra[12]
- Hamtaro[12]
- Hello Kitty[12]
- He-Man e os Mestres do Universo[12]
- Herói 108[12]
- História Fora do Normal[12]
- Histórias de Fantasmas[12]
- Homem Pássaro
- Hong Kong Fu[12]
- Hora Acme[12]
- Hot Wheels: Battle Force 5[12]
- Ilha dos Desafios[12]
- Inspetor Bugiganga[12]
- InuYasha[12]
- Infinity Nado
- Jacó Dois-Dois[12]
- James Bond Jr.
- João Grandão[12]
- Joca e Dingue-Lingue[12]
- Jonny Quest[12]
- Josie e as Gatinhas[12]
- Lego Jurassic World: A Lenda da ilha Nublado
- Kaleido Star[12]
- Kamen Rider: O Cavaleiro Dragão[12]
- Kimba, o Leão Branco[12]
- Krypto, o Supercão[12]
- Lanterna Verde: A Série Animada[12]
- Leão da Montanha[12]
- Legião de Super Heróis[12]
- Liga da Justiça[12]
- Liga da Justiça Sem Limites[12]
- Loopeados[17]
- Love Hina[12]
- Luluzinha[12]
- Lunáticos à Solta[12]
- Luzes, Drama, Ação![12]
- Maguila, o Gorila[12]
- Manda-Chuva[12]
- Mascotes Extraterrestres[12]
- MAD [12]
- Memories [12]
- Metrópolis [12]
- Meu Pai É Um Roqueiro[12]
- MIB: Homens de Preto[12]
- Mini Polegar e Yogui
- Mirmo Zibang![12]
- Mobile Suit Gundam Wing[12]
- Monkey Typhoon[12]
- Moranguinho[12]
- Mr. Bean: A Série Animada[12]
- ¡Mucha Lucha![12]
- Nadja[12]
- Naruto[12]
- Na Onda[12]
- Ned e a Salamandra[12]
- Ninjago
- Oggy e as Baratas Tontas[12]
- Olho Vivo e Faro Fino[12]
- One Piece[12]
- Ozzy & Drix[12]
- O Castelo Mágico
- O Castigado[12]
- O Clube das Winx[12]
- O Espetacular Homem-Aranha[12]
- O Fantástico Max[12]
- O Gato Félix[12]
- O Homem-Elástico
- O Jovem Robin Hood
- O Máskara[12]
- O Novo Pica-Pau[12]
- O Novo Scooby-Doo e Scooby-Loo[12]
- O Patinho Duque[12]
- O Pequeno Scooby-Doo[12]
- O Que Há de Novo, Scooby-Doo?[12]
- O Show dos Looney Tunes
- O Urso do Cabelo Duro
- O Vale dos Dinossauros
- O Vira-Lata[12]
- Os Apuros de Penélope Charmosa[12]
- Os Banana Splits
- Os Campeões do Sendokai[12]
- Os Cavaleiros do Zodíaco[12]
- Os Cavaleiros do Zodíaco: A Saga de Hades[12]
- Os Cãezinhos do Canil
- Os Centurions
- Os Debiloides
- Os Flintstones[12]
- Os Flinstones nos Anos Dourados[12]
- Os Ho-ho-límpicos[12]
- Os Impossíveis
- Os Jetsons[12]
- Os Jovens Titãs[12]
- Os Mistérios de Frajola e Piu-Piu
- Os Muzarelas
- Os Piratas de Águas Sombrias[12]
- Os Quatro Fantásticos[12]
- Os Smurfs[12]
- Os Super Globetrotters
- Os Treze Fantasmas de Scooby-Doo[12]
- Pai Espião[12]
- Paw Paws
- Papo Animado com Marcelo Tas[18]
- Papai Sabe Nada
- Pepe Legal[12]
- Pernalonga[12]
- Pernalonga e Patolino[12]
- Peter Potamus e Tico Mico[12]
- Pica-Pau[12]
- Pinky e o Cérebro[12]
- Planeta Sketch[12]
- Plantão do Tas[12]
- Plic, Ploc & Chuvisco[12]
- Pokémon Temporadas 1-18[12]
- Popeye[12]
- Popolocrois[12]
- Primeira Fila[12]
- Projeto Zeta[12]
- Power Rangers Ninja Steel
- Power Rangers: Beast Morphers
- Pokémon
- Quarteto Fantástico[12]
- Quatro-Olhos[12]
- Ragnarok[12]
- Ranma ½[12]
- Rave Master[12]
- Ratz
- ReBoot[12]
- Redakai: Conquiste o Kairu[12]
- Riquinho[12]
- Robotech[12]
- Sailor Moon[12]
- Sailor Moon R[12]
- Sailor Moon S[12]
- Sailor Moon SuperS[12]
- Sailor Moon Stars[12]
- Sakura Card Captors[12]
- Sakura Wars[12]
- Salsicha e Scooby Atrás das Pistas[12]
- Samurai Champloo[12]
- Samurai Warriors[12]
- Samurai X[12]
- Scooby-Doo, Cadê Você?[12]
- Scooby-Doo e Scooby-Loo[12]
- Scooby-Doo! Mistério S.A.
- Seis Dezesseis[12]
- Se Liga, Ian[12]
- Senhor Young[12]
- Snorks[12]
- Sonic Boom[19]
- Speed Buggy
- Speed Racer[12]
- Speed Racer X[12]
- Star Wars: A Guerra dos Clones[12]
- Storm Hawks[12]
- Street Fighter II-V[12]
- Superamigos[12]
- Super Campeões (2002)[12]
- Super Choque[12]
- Super Tiras
- Super Doll Licca-chan[12]
- SWAT Kats[12]
- Talismã[12]
- Taz-Mania[12]
- Teatro Cartoon[12]
- Teatro do Sr. Spim[12]
- Tenchi in Tokyo[12]
- Tenchi Muyo! GXP[12]
- Tenchi Muyo! Ryo-Ohki[12]
- Tenchi Universe[12]
- Thundarr, o Bárbaro
- ThunderCats[12]
- Tiny Toon[12]
- Tokyo Mew Mew[12]
- Tom e Jerry
- Toonami[12]
- ToonHeads
- Transformers: Energon[12]
- Transformers: Prime[12]
- Trigun[12]
- Tutubarão
- Twisted Whiskers[12]
- Thundercats Roar
- Transformers: Cyberverse
- Um Conto Americano[12]
- Unigata
- Vida de Cachorro
- Viewtiful Joe[12]
- Voltron[12]
- Wally Gator[12]
- X-Men: Evolution[12]
- Yoohoo - Amigos da Natureza
- Yu Yu Hakusho[12]
- Zatch Bell![12]
- Zé Colméia[12]
- Zé Colméia e os Caça Tesouros[12]